# 瓦爾德魏爾湖 (迪特拉姆斯采爾)
47°50′43″N 11°36′21″E / 47.84528°N 11.60583°E

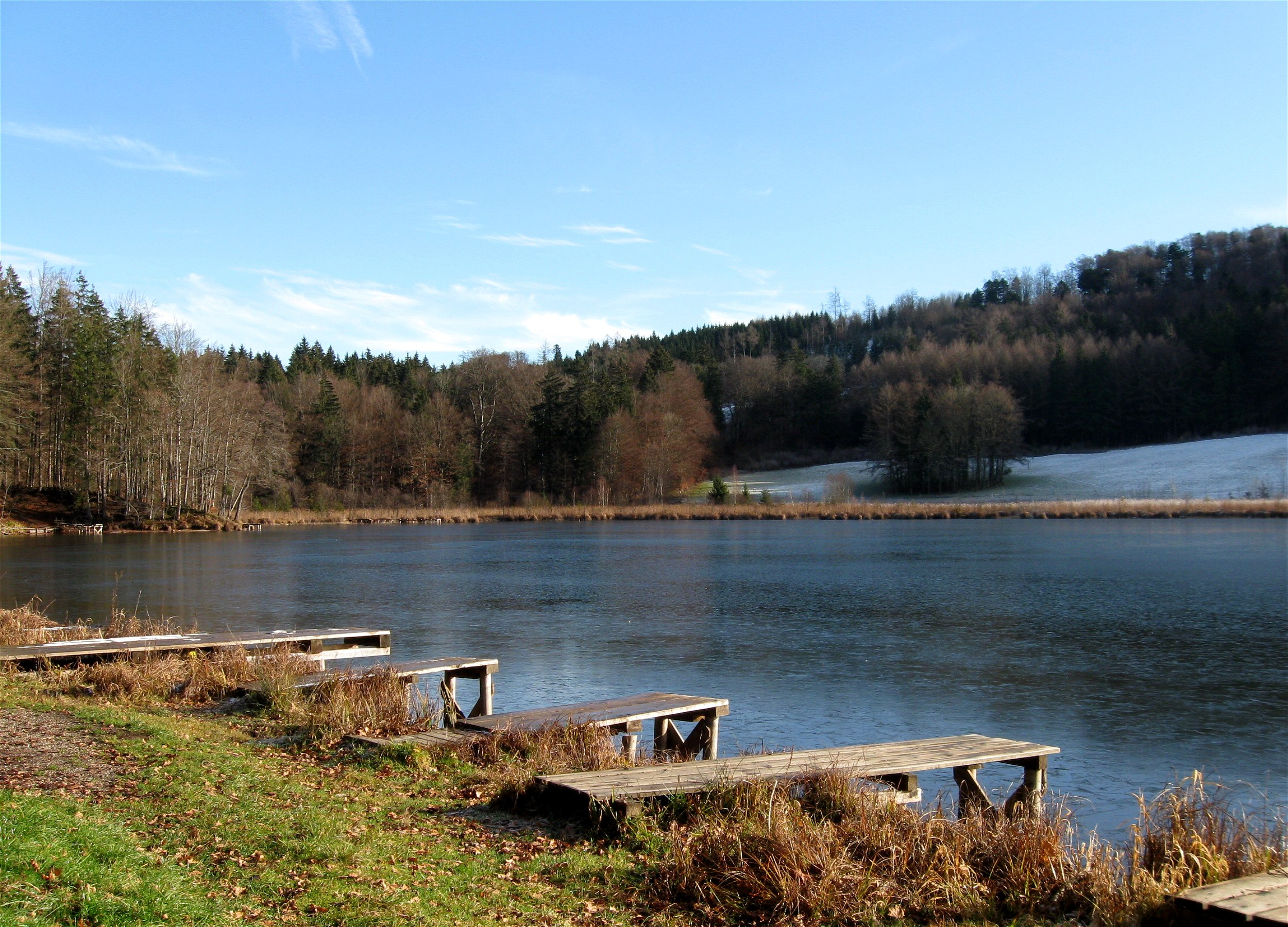

瓦爾德魏爾湖（德語：Waldweiher），是德國的湖泊，位於該國東南部，由巴伐利亞州負責管轄，處於迪特拉姆斯采爾，長0.45公里、寬0.25公里，面積0.07平方公里，海拔高度692米，湖岸線長度1.3公里。